# François Véron Duverger de Forbonnais
Pour les articles homonymes, voir Véron et Duverger.
François Véron Duverger de Forbonnais, né le 3 octobre 1722 au Mans et mort le 19 septembre 1800 à Paris, est un économiste et financier français adepte d'un « libéralisme égalitaire », inspirateur du mouvement des Physiocrates par sa théorie des cycles mais plutôt proche des idées de Boisguilbert et de Vincent de Gournay. Commis de l’État sous Louis XV, il fut membre du comité des finances aux premières heures de la Révolution française.

## Biographie
François Véron Duverger de Forbonnais est issu d'une famille de fabricant d'étamines par son grand-père Guillaume et son père François-Louis Véron du Verger (1695-1780), président de la juridiction consulaire et secrétaire perpétuel de la Société royale d'agriculture du Mans. Ce dernier acquiert en 1732 l'ancien fief de Forbonnais situé dans la paroisse de Champaissant au nord du Mans. Il ajoute le nom « de Forbonnais » à son patronyme vers sa vingtaine d'années. Puis il crée une manufacture de mousseline ; son fils travaille à ses côtés. Par sa mère, Anne-Marguerite Plumard, également d'une famille du négoce, Véron de Forbonnais est le cousin germain de l'économiste Louis-Joseph Plumard de Dangeul.

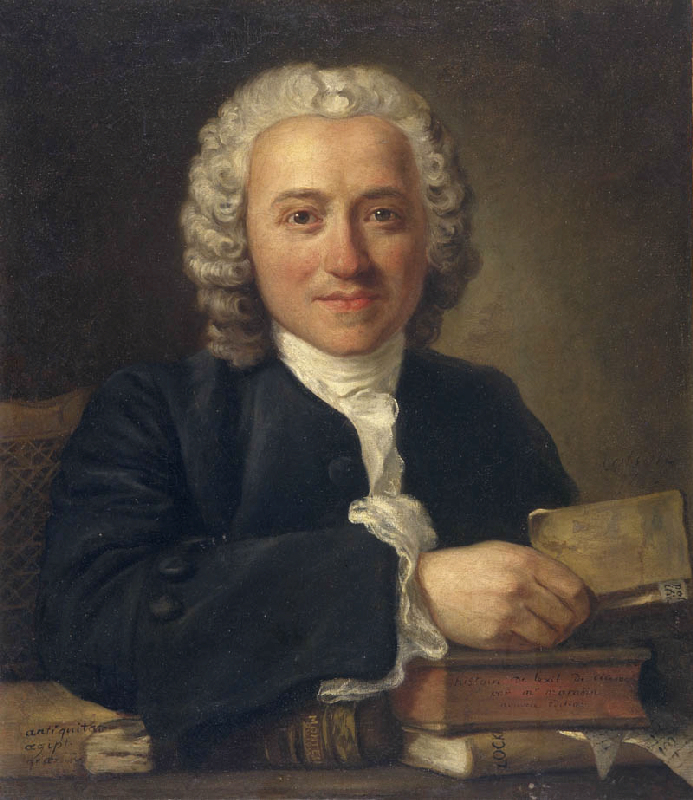
Portrait de François Véron de Forbonnais.

Délaissant les affaires paternelles, François Véron « le fils » se lance dans le monde des lettres à partir de 1750 en produisant des traductions (dont les Discours politiques de David Hume) et des mémoires (ou petits traités) clairs et assez pertinents sur l’administration des finances et du commerce, prenant de peu ses distances avec le mercantilisme. Son esprit universaliste le met en contact avec Denis Diderot qui lui commande 14 articles sur des sujets principalement économiques destinés à l’Encyclopédie, articles rédigés entre 1750 et 1755. Une polémique prend place entre les deux hommes au sujet de la traduction d’Il vero amico de Carlo Goldoni entreprise par Forbonnais (1756-1757). Faut-il plutôt voir dans cet éloignement le fait que l'encyclopédie était menacée de censure et que Forbonnais briguait une charge officielle ?
Toujours est-il qu'il est nommé inspecteur général des monnaies en 1756, puis il est placé en 1759 auprès d'Étienne de Silhouette, le nouveau contrôleur général des finances où il s'active aux réformes entreprises par ce ministre. Cependant, bien qu'écouté, il ne tarde pas à être écarté des affaires par les intrigues de Madame de Pompadour. En 1763, il est devenu simple conseiller au parlement de Metz.
Il décide de se retirer en partie dans ses terres et de se consacrer à la composition de ses ouvrages. Il est un temps le directeur du supplément intitulé Journal de l'agriculture, du commerce et des finances mais en 1767, publiant ses Principes économiques, Forbonnais affirme son opposition au Physiocrates, tandis que François Quesnay produit un commentaire critique sur ses articles parus dans l'Encyclopédie.
En 1771, il revient aux affaires ministérielles et acquiert une charge de « conseiller d'honneur » à la Cour des monnaies, charge quelque peu symbolique qu'il exerce jusqu'à la suppression de celle-ci en 1791.

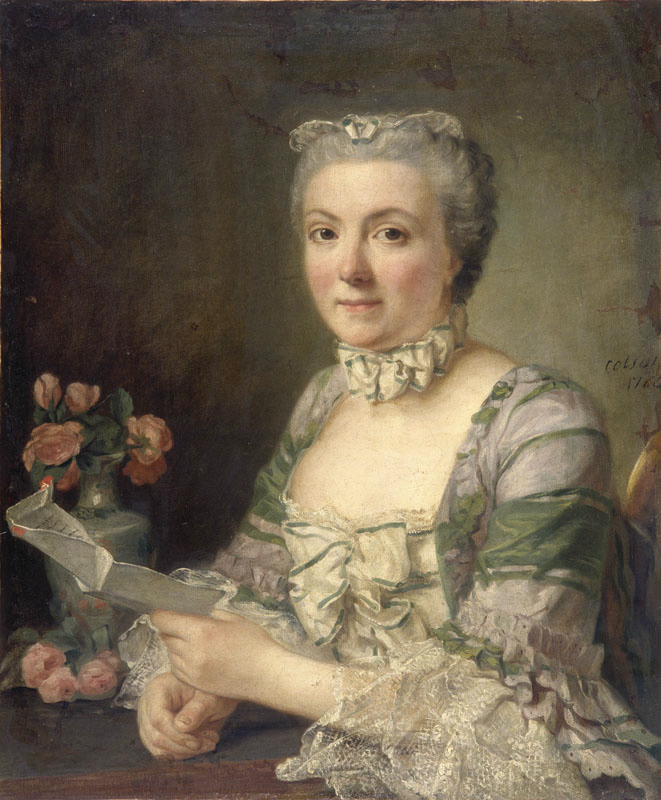
Portrait de Mme Véron de Forbonnais.

En 1787, âgé de soixante-cinq ans, il épouse Mlle Le Ray de Chaumont, fille de Jacques-Donatien Le Ray de Chaumont, gouverneur des Invalides, et filleule de Louis XV, concrétisant ainsi vingt années de relation suivie. Le couple se retire dans le château de Forbonnais à Champaissant.
En 1789, il est délégué par le Tiers état de Champaissant pour porter à l'assemblée secondaire du bailliage de Mamers le cahier de doléances qu'il avait lui-même rédigé et qui sert de modèle dans d'autres paroisses. Par la suite, il travaille plusieurs mois au sein du comité des finances de l’Assemblée constituante. Réformiste modéré et discrètement fidèle à la cause royale, il est appelé à l’Institut national des sciences et des arts dès sa fondation (1795) où il présente quelques-uns de ses derniers travaux.
Un amphithéâtre de l'université du Maine porte son nom ainsi que le collège public de Saint-Cosme-en-Vairais.

## Publications

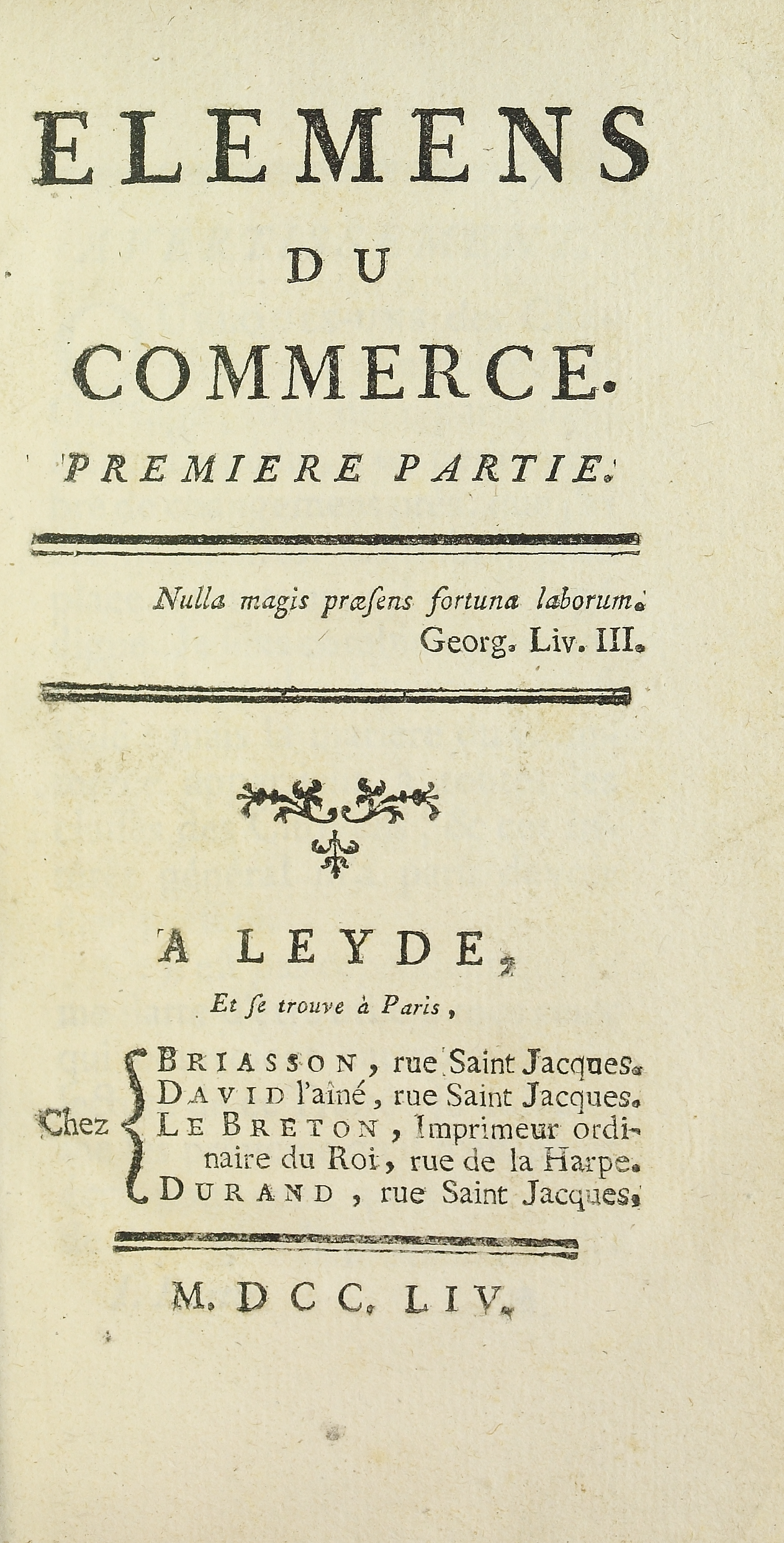
Elemens du commerce, 1754

### Essais
- 1753 : Considérations sur les finances d'Espagne. [lire en ligne]
- 1754 : Éléments du commerce, tomes I à II - édition revue en 1766 et suiv.
- 1755 : Questions sur le commerce des François au Levant.
- 1755 : Examen des avantages et des desavantages de la prohibition des toiles peintes.
- 1756 : Lettre de M. Du T..., négociant à Paris, à M. Rissch, négociant à Francfort, sur les ouvrages & bijoux d'or et d'argent.
- 1756 : Essai sur l'admission des navires neutres dans nos colonies.
- 1758 : Recherches et considérations sur les finances de France depuis l'année 1595 jusqu’en l'année 1721, tomes I à VI - [lire en ligne].
- 1759 : Lettre d'un banquier à son correspondant de province.
- 1760 : Plantation et culture du mûrier.
- 1767 : Principes et observations économiques, tomes I & II, contenant les Observations sur les articles « grains » et « fermiers » de l'Encyclopédie [par François Quesnay], Amsterdam, chez Marc-Michel Rey.
- 1790 : Observations succinctes sur l'émission de deux milliards d'assignats territoriaux, avec un cours forcé de monnoie.
- 1800 : Analyse des principes sur la circulation des denrées, et l'influence du numéraire sur cette circulation, mémoire présenté à l'Institut.
- s.d. : Lettre à M.F. ou Examen politique des prétendus inconvéniens de la faculté de commercer en gros, sans déroger à sa noblesse [cf. Le commerce remis a sa place : réponse d'un pédant de collège aux novateurs politiques, adressée à l'auteur de la Lettre à M.F.]

### Traductions
- 1753 : Le Négociant anglais (The British Merchant, 1713-1721) de Charles King, traduit de l'anglais.
- 1753 : Théorie et pratique du commerce et de la marine (Teoría y práctica de Comercio y Marina, 1724) de Jerónimo de Uztáriz, traduit de l'espagnol.
- 1754-1757 : Discours politiques (Political Discourses, 1752) de David Hume, traduits de l'anglais.
- 1758 : Le Véritable Ami, comédie en 3 actes et en prose (Il vero amico, 1751) de Carlo Goldoni, traduite de l'italien.

## Fratrie
Son père se marie le 15 juillet 1721 au Mans, dans l'église Saint Nicolas, avec Anne Marguerite Plumard (1702-1726), fille de Louis Plumard, échevin du Mans, et Marie Le Villain. De cette union sont nés :
- François (1722-1800)
- Anne Louise Françoise (1723-?)
- Marie Anne (1724-?), mariée le 11 mars 1743 à Charles Michel Godard d'Assé, Président trésorier de France au bureau des finances de la généralité de Tours
- Marguerite (1726-1733)

Son père se remarie le 3 mars 1735 avec Renée Godard de La Gracinière (1705-1777), fille également d'un échevin du Mans, dont descendance :
- Marie Françoise Jeanne (1736-?), épouse de Pierre Fanneau de La Horie, ingénieur des ponts et chaussées de la province de Picardie
- Françoise Henriette (1738-?)
- Michel Louis (1740-?), directeur général des fermes du Roi à La Rochelle, marié à Adélaïde Sinson de Sevestreville
- Marguerite Louise (1744-1750)
- François Charles (1745-?), capitaine au régiment Isle de France, marié à Marie Françoise Panon